# Zone moyennement dense
 (août 2016).
Si vous disposez d'ouvrages ou d'articles de référence ou si vous connaissez des sites web de qualité traitant du thème abordé ici, merci de compléter l'article en donnant les références utiles à sa vérifiabilité et en les liant à la section « Notes et références ».
Dans le domaine de la fibre optique de type FTTH la France a été divisée en deux types de zones par l'Autorité de régulation des communications électroniques et des postes (ARCEP) ;
- La Zone Très Dense (ZTD) sous-divisée en deux poches : Poches de haute densité et Poches de basse densité représentant 106 communes (Décision n°2013-1475 de l’Autorité du 10 décembre 2013).
- La Zone Moins Dense (ZMD) aussi appelée hors zone très dense qui concernent les communes qui n'appartiennent pas aux ZTD.

## Mode de déploiement
Dans les zones très denses, la fibre était déployée par un ou plusieurs opérateurs jusqu'en 2009, l'instauration des PM (Points de Mutualisation) par l'ARCEP ayant pour objectif de réguler les déploiements de la fibre (Principalement déployé par  Orange, Free et SFR ). Ensuite, les autres opérateurs peuvent réserver, moyennant reversement, un certain nombre de fibres selon l'estimation du nombre d'abonnés à raccorder. 

## Technologies
- La technologie utilisée par la majorité des opérateurs est la technologie  GPON (Gigabit Passive Optical Network) qui permet le passage d'une seule fibre optique (tronc GPON) de l'OLT (Optical Line Terminal) situé au NRO (Nœud de Raccordement Optique) jusqu'au coupleur qui sépare l'arbre GPON ( (en 64 point mutualisés) distribuée au PM (Point de Mutualisation) pour les abonnés.

- La technologie P2P (Point à Point) qui consiste à fournir une fibre optique du NRO (Nœud de Raccordement Optique) jusqu'à l'abonné (Point-à-Point). Cette topologie se prête bien à une mutualisation au niveau du NRO mais demande de gros investissement  en infrastructure et génie civil étant donné l'utilisation d'une seule fibre par abonné. Cette technologie n'est pas déployées en ZMD pour les raisons énoncées précédemment.

## XGS-PON
Le raccordement en XGS-PON permet un débit théorique de 10 Gb/s symétriques.

## Source
- Consultation publique concernant la gestion des zones moins dense
- Le cadre réglementaire de la fibre
- Liste des 106 communes de la Zone Très Dense
- Décision n°2013-1475 de l’Autorité du 10 décembre 2013